# Ершовка (Курганская область)
Ершовка — деревня в Притобольном районе Курганской области России. Входит в Гладковский сельсовет.

## Описание
Деревня находится в 33 км к юго-востоку от села Глядянское (райцентр) и в 82 км к югу от Кургана (120 км по автодорогам).
В деревне шесть улиц: Береговая, Береговой переулок, Зеленая, Молодежная, Переулок Сибиряки, Сиреневый переулок. Основное занятие населения — сельское хозяйство и животноводство, преобладающий вид крупного рогатого скота — коровы. Также разводят овец, коз, лошадей и т. д.

## Население
| 1989 | 2002 | 2010 |
| ---- | ---- | ---- |
| 211  | ↗245 | ↘157 |

## Легенда образования деревни
Считается, что деревня существует с XVIII-XIX вв. Сначала образовалось поселение, известное сейчас как село Гладковское, затем жители не поладили и часть из них ушла жить южнее по берегу реки Алабуга. Одной из версий такого названия деревни как раз из-за «ершистого» характера ее жителей.